# Energía del futuro
Energía del futuro es un modelo energético que se basa mayoritariamente en el consumo de combustibles fósiles para el transporte y la generación de entredicho la supervivencia de este modelo, en pie al menos desde el siglo XIX. Dichos factores son el agotamiento de las reservas de combustible y el calentamiento global.

## Características
Según la teoría del pico de Hubbert el agotamiento de las reservas de petróleo y gas natural podría ser un hecho antes de que acabase el presente siglo XXI. Aun cuando todavía no hay acuerdo sobre la inminencia y el alcance de ambos problemas, existe un consenso generalizado sobre el hecho de que, tarde o temprano, el ser humano deberá dejar de utilizar los combustibles fósiles como su principal fuente de energía primaria y decantarse por fuentes más seguras, abundantes y menos dañinas para el medio ambiente.
En la actualidad se utilizan los combustibles fósiles como el 97 % de la energía primaria que se consume en el mundo, 38 % es carbón, 40 % es petróleo y 19 % es gas natural. Estas generan contaminación y no son renovables. Se estima que el petróleo, el gas natural y el carbón no durarán mucho más. No obstante, existen diversas opciones de generación eléctrica ajenas a los combustibles fósiles que podrían mitigar la dependencia que la sociedad moderna tiene de estos recursos escasos y contaminantes. Algunas de estas opciones ya están disponibles y otras son meras hipótesis, y cada una genera distintos y enfrentados puntos de vista sobre sus supuestas ventajas e inconvenientes. 
En 2023, el consumo total de energía primaria alcanzó un récord de 620 exajulios, con los combustibles fósiles—petróleo, carbón y gas natural,satisfaciendo aproximadamente el 81,5 % del total, un descenso apenas marginal respecto al 82 % del año anterior

### Energía eólica

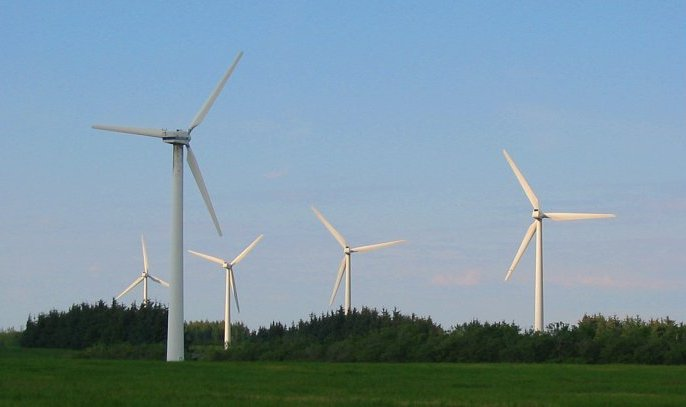
Parque eólico.

## Caso de Islandia

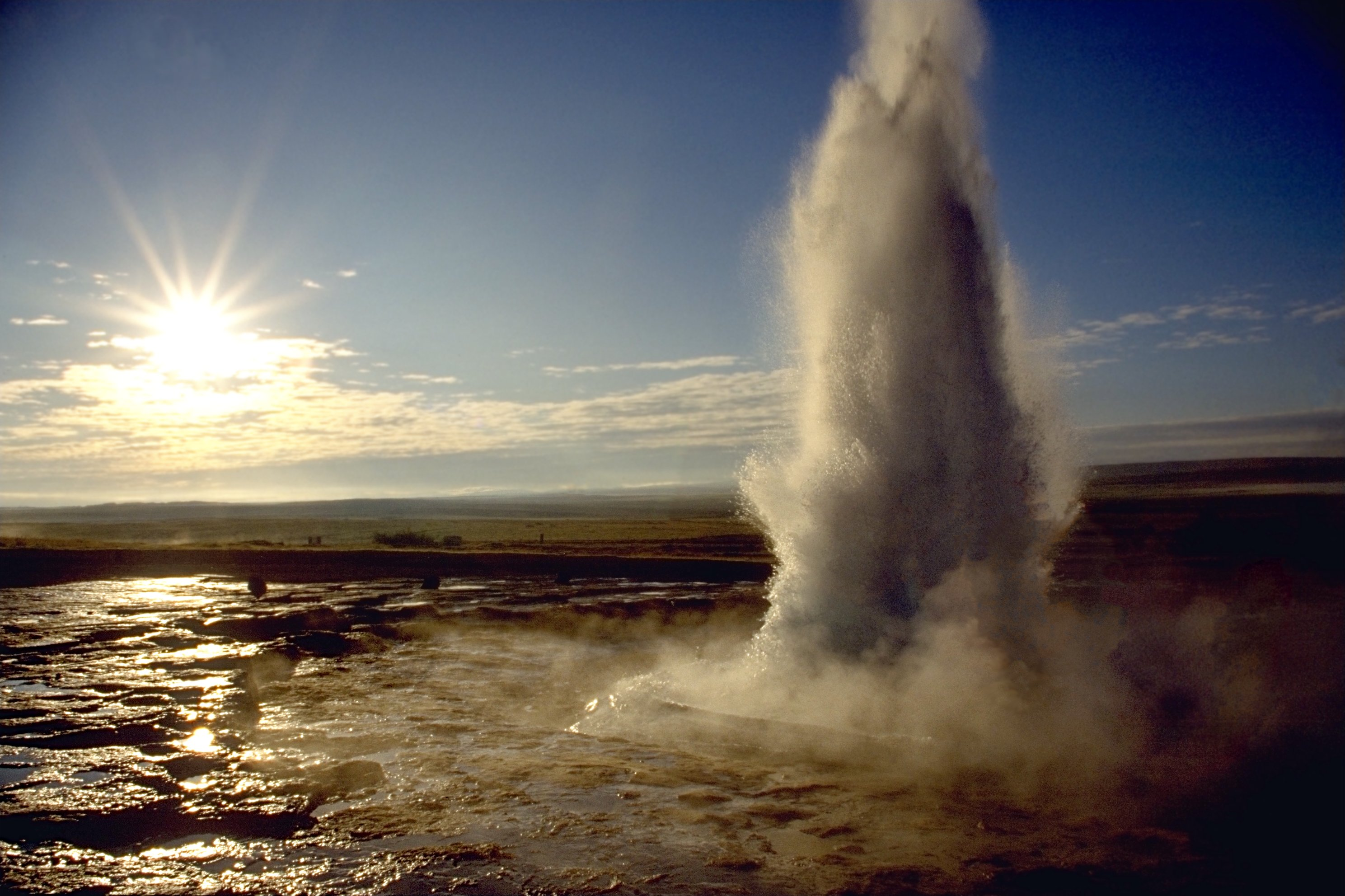
Mediante los géiseres se produce el hidrógeno en Islandia.